# Cmentarz żydowski w Pacanowie
Cmentarz żydowski w Pacanowie – kirkut służący żydowskiej społeczności zamieszkującej Pacanów. Powstał w połowie XVII wieku. Znajduje się przy ul. Stopnickiej. Został zniszczony podczas II wojny światowej. Dzieło zniszczenia zostało dopełnione w 1960, gdy na terenie cmentarza wzniesiono zakład przemysłowy. Obecnie brak jakichkolwiek śladów po istnieniu cmentarza.